# مال دوناگی
مال دوناگی (انگلیسی: Mal Donaghy؛ زادهٔ ۱۳ سپتامبر ۱۹۵۷) یک بازیکن فوتبال اهل ایرلند شمالی است.
از باشگاه‌هایی که در آن بازی کرده‌است می‌توان به باشگاه فوتبال لوتون تاون، باشگاه فوتبال منچستر یونایتد، و باشگاه فوتبال چلسی اشاره کرد.